# 佐佐木倫子
佐佐木倫子（1961年10月7日—），日本女性漫畫家。北海道旭川市出身。血型AB型。代表作是《愛心動物醫生》。

## 作品列表
- 《忘却シリーズ》系列 (1983-87年、白泉社)
  1. 原名《食卓の魔術師》
  2. 原名《家族の肖像》
  3. 原名《代名詞の迷宮》
- 原名《ペパミント・スパイ》(1982-88年、白泉社)
- 原名《美人姉妹シリーズ》(1986-87年、白泉社、單行本)
- 迷糊動物醫生（尖端版）、全12冊、原名(1988-93年、白泉社)
- 迷糊天使俏護士（東立版）、全7冊、原名(1995-98年、小学館、原案・取材小林光恵)
- 天國餐館、全6冊（東立版）、原名《Heaven?》(1999-2003年、小学館)
- 月館殺人事件、全2冊（東立版）、原名(2005-06年、小学館、原作綾辻行人)
- 請勿轉台、全6冊、原名（2008-2015年、小學館、Big Comic Spirits）